# Calyptomyrmex loweryi
Calyptomyrmex loweryi (лат.) — вид мелких муравьёв рода Calyptomyrmex из подсемейства Myrmicinae (Formicidae). Малайзия (Сабах и Саравак) и Филиппины.

## Описание
Мелкие муравьи, длина тела около 3 мм. Длина головы (HL) от 1,07 до 1,16 мм, ширина  (HW) от 1,15 до 1,25 мм. Сходен с Calyptomyrmex beccarii, но отличается от него более широкой головой, формой и пропорциями. Длина скапуса усика (SL) от 0,58 до 0,64 мм. Основная окраска тела красновато-коричневого цвета. Голова и тело покрыты чешуевидными. Проподеум без шипиков. Глаза мелкие: в наибольшем диаметре 5-7 омматидиев. На голове развиты глубокие усиковые бороздки, полностью вмещающие антенны. Усики самок и рабочих 12-члениковые с булавой из 3 вершинных члеников (у самцов усики 12-члениковые, но без булавы). Максиллярные щупики 2-члениковые, нижнечелюстные щупики из 2 члеников. Наличник широкий с двулопастным выступом (клипеальная вилка). Стебелёк между грудкой и брюшком состоит из двух члеников: петиолюса и постпетиолюса (последний четко отделен от брюшка), жало развито, куколки голые (без кокона). Петиоль, постпетиоль и брюшко пунктированные. Вид был впервые описан в 2011 году австралийским мирмекологом Стивом Шаттаком (Steven O. Shattuck, CSIRO Ecosystem Sciences, Канберра, Австралия) и назван в честь Б. Лоувери (Lowery B. B.), собравшего типовую серию.